# USS Lewis Hancock (DD-675)
USS Lewis Hancock (DD-675) là một tàu khu trục lớp Fletcher được Hải quân Hoa Kỳ chế tạo trong Chiến tranh Thế giới thứ hai. Nó là chiếc tàu chiến duy nhất của Hải quân Mỹ được đặt theo tên Thiếu tá Hải quân Lewis Hancock, Jr. (1889-1925), một hoa tiêu khinh khí cầu thiệt mạng trong một tai nạn khinh khí cầu. Nó đã hoạt động cho đến hết Thế Chiến II, ngừng hoạt động một thời gian ngắn, rồi tiếp tục phục vụ trong Chiến tranh Triều Tiên và sau đó. Con tàu được chuyển cho Brazil năm 1967, và hoạt động như là chiếc Piaui (D-31) cho đến khi bị tháo dỡ năm 1989. Lewis Hancock được tặng thưởng chín Ngôi sao Chiến trận do thành tích phục vụ trong Thế Chiến II, và thêm hai Ngôi sao Chiến trận nữa trong Chiến tranh Triều Tiên.

## Thiết kế và chế tạo
Lewis Hancock được đặt lườn tại xưởng tàu của hãng Federal Shipbuilding and Drydock Company ở Kearny, New Jersey vào ngày 31 tháng 3 năm 1943. Nó được hạ thủy vào ngày 1 tháng 8 năm 1943; được đỡ đầu bởi Trung úy Hải quân Dự bị Joy Hancock, vợ góa Thiếu tá Hancock, và là sĩ quan Wave đầu tiên đỡ đầu cho một tàu chiến của Hải quân Mỹ. Con tàu nhập biên chế vào ngày 29 tháng 9 năm 1943 dưới quyền chỉ huy của Trung tá Hải quân Charles H. Lyman III.

## Lịch sử hoạt động

### Thế Chiến II
Sau khi hoàn tất chạy thử máy tại vùng biển Bermuda, Lewis Hancock cùng tàu sân bay Langley (CVL-27) khởi hành từ New York vào ngày 6 tháng 12 năm 1943 để đi sang khu vực Mặt trận Thái Bình Dương, đi đến Trân Châu Cảng vào ngày Giáng Sinh 25 tháng 12. Tại đây, nó gia nhập Lực lượng Đặc nhiệm 58, lực lượng đặc nhiệm tàu sân bay nhanh dưới quyền Phó đô đốc Marc A. Mitscher trực thuộc Đệ Ngũ hạm đội.

#### 1944
Lewis Hancock cùng Đội đặc nhiệm 58.2 khởi hành từ Trân Châu Cảng vào ngày 16 tháng 1 năm 1944 cho cuộc đổ bộ lên quần đảo Marshall. Đội tàu sân bay của nó được phân công nhiệm vụ vô hiệu hóa không lực đối phương trên đảo san hô Kwajalein, và đã ném bom xuống sân bay trên đảo Roi vào ngày 29 tháng 1, phá hủy mọi máy bay Nhật Bản tại đây. Một cuộc không kích từ tàu sân bay khác vào ngày hôm sau đã phá hủy các công trình phòng ngự nhằm chuẩn bị cho cuộc đổ bộ vào ngày 31 tháng 1. Trong ba ngày tiếp theo, máy bay từ tàu sân bay đã hỗ trợ gần mặt đất cho lực lượng Thủy quân Lục chiến chiến đấu trên hòn đảo này. Chiếc tàu khu trục quay trở về đảo vũng biển Majuro vào ngày 4 tháng 2.
Lewis Hancock tháp tùng lực lượng đặc nhiệm trong Chiến dịch Hailstone, cuộc không kích xuống Truk, căn cứ hải quân chủ lực của Nhật Bản tại khu vực Trung tâm Thái Bình Dương, tiến hành vào các ngày 16 và 17 tháng 2, nơi các máy bay và tàu chiến của đô đốc Mitscher đã đánh chìm nhiều tàu chiến và khoảng 200.000 t (200.000 tấn Anh; 220.000 tấn Mỹ) tải trọng tàu buôn đối phương, và khoảng 275 máy bay. Nó rời khu vực quần đảo Hawaii vào ngày 15 tháng 3 cho một lượt hoạt động kéo dài năm tháng nơi tuyến đầu; và sau khi gia nhập trở lại Đội đặc nhiệm 58.2, nó hộ tống các tàu chiến hạng nặng cho đợt tấn công lên quần đảo Palau vào cuối tháng 3 và trong chiến dịch chiếm đóng Hollandia vào tháng 4. Sang tháng 5, Lực lượng tấn công lên khu vực các đảo Marcus và Wake. Vào ngày 11 tháng 6, máy bay của lực lượng đặc nhiệm đã không kích nhằm vô hiệu hóa hệ thống phòng thủ đối phương tại Saipan, Tinian, Guam cùng các đảo khác thuộc quần đảo Mariana. Ngoài các nhiệm vụ bảo vệ chống tàu ngầm và phòng không thường lệ, chiếc tàu khu trục còn tham gia bắn phá Saipan vào ngày 13 tháng 6.
Phía Nhật Bản tìm cách phản công cuộc đổ bộ lên quần đảo Mariana khi tấn công vào lực lượng đổ bộ bằng toàn bộ sức mạnh hải quân; Lewis Hancock đã hộ tống các tàu sân bay khi máy bay của chúng đánh bại không lực trên tàu sân bay của Hạm đội Liên hợp Nhật Bản trong Trận chiến biển Philippine vào các ngày 19 tháng 6 và 20 tháng 6, nhờ vậy đã bảo vệ được lực lượng đổ bộ. Lực lượng đặc nhiệm tiếp tục hoạt động tại khu vực Mariana, rồi bắn phá quần đảo Bonin và Palau trong tháng 7.
Sau hai tuần lễ nghỉ ngơi và tiếp liệu tại Trân Châu Cảng, Lewis Hancock gia nhập Lực lượng Đặc nhiệm 38 cho một loạt các cuộc không kích liên tục nối tiếp nhau xuống Philippines, Okinawa và Đài Loan. Những đợt tấn công này nhằm vô hiệu hóa không lực Nhật Bản và phá hủy các công trình phòng ngự để hỗ trợ cho cuộc đổ bộ lên Philippines của tướng Douglas MacArthur. Vào ngày 13 tháng 9, trong đợt không kích tại Philippines, chiếc tàu khu trục đã bắn rơi chiếc máy bay đối phương đầu tiên bằng hỏa lực phòng không. Khi lực lượng Hoa Kỳ bắt đầu đổ bộ lên Leyte, Hải quân Nhật Bản đã tung hầu hết mọi tàu chiến sẵn có trong một nỗ lực phản công. Trong trận Hải chiến vịnh Leyte diễn ra sau đó, trong vai trò tàu cột mốc canh phòng, đã trợ giúp vào việc đánh chìm một tàu khu trục đối phương.

#### 1945
Gia nhập Đệ Ngũ hạm đội vào tháng 2 năm 1945, Lewis Hancock tham gia một loạt các cuộc không kích xuống các đảo chính quốc Nhật Bản, ném bom Tokyo vào các ngày 16 và 25 tháng 2, và xuống khu vực Kobe-Osaka vào ngày 19 tháng 3, nơi nó bắn rơi những máy bay đối phương cuối cùng, thứ năm và thứ sáu. Vào ngày 1 tháng 4, Đồng Minh tiếp tục đổ bộ lên Okinawa, và chiếc tàu khu trục lại hỗ trợ cho trận chiến cam go nhằm kiểm soát hòn đảo này, cho đến khi nó lên đường quay trở về nhà vào ngày 10 tháng 5.
Lewis Hancock về đến San Francisco vào ngày 6 tháng 7, được đưa vào ụ tàu để sửa chữa và đại tu. Tuy nhiên, Nhật Bản đầu hàng đã giúp kết thúc cuộc xung đột trước khi nó hoàn tất việc sửa chữa vào ngày 30 tháng 8. Trong suốt 16 tháng tham gia chiến đấu tại Mặt trận Thái Bình Dương, nó không bị hư hại nào và chỉ chịu đựng bốn thương vong. Con tàu đi đến San Diego vào ngày 7 tháng 9, nơi nó được cho xuất biên chế vào ngày 10 tháng 1 năm 1946.

### 1951 - 1957
Sự kiện Chiến tranh Triều Tiên nổ ra tại Viễn Đông đã làm gia tăng nhu cầu tăng cường lực lượng hải quân, và Lewis Hancock được cho nhập biên chế trở lại tại Long Beach, California vào ngày 19 tháng 5 năm 1951 dưới quyền chỉ huy của Trung tá Hải quân R. L. Tully. Nó rời San Diego vào ngày 11 tháng 10 để đi sang vùng bờ Đông, đi đến Newport, Rhode Island vào ngày 27 tháng 10 để được hiện đại hóa.
Lewis Hancock rời Newport vào ngày 6 tháng 9, 1952 dưới quyền chỉ huy của Trung tá Hải quân Myron Alpert, băng qua kênh đào Panama và đi đến Yokosuka, Nhật Bản vào ngày 20 tháng 10. Sau khi được huấn luyện bổ sung, nó tiến vào vùng biển Triều Tiên vào tháng 12, và sau khi phục vụ một thời gian ngắn bên bờ Đông bán đảo nó di chuyển sang vùng chiến sự bên bờ Tây bán đảo vào ngày 18 tháng 12, hoạt động cùng tàu sân bay Anh HMS Glory cho đến hết thời gian còn lại của năm đó. Chiếc tàu khu trục kết thúc lượt phục vụ tại Viễn Đông vào cuối tháng 1, 1953, khi nó rời vịnh Tokyo để quay về nhà, đi ngang qua Đông Nam Á, Trung Đông, kênh đào Suez và Địa Trung Hải, hoàn tất một vòng quanh thế giới khi về đến Newport.
Lewis Hancock sau đó luân phiên hoạt động tại vùng bờ Đông xen kẻ với những đợt bố trí sang Châu Âu. Nó lên đường vào tháng 10 cho bốn tháng hoạt động tại vùng biển Châu Âu, quay trở về nhà vào ngày 24 tháng 1, 1954 và hoạt động dọc theo bờ biển Đại Tây Dương, cho đến khi lại hướng sang Châu Âu vào tháng 5, 1955. Nó có những hoạt động phối hợp cùng Hạm đội Nhà Anh Quốc và Hải quân Tây Ban Nha trong bốn tháng cho đến khi quay trở về Newport vào cuối tháng 8. Căng thẳng gia tăng tại vùng Trung Đông khiến chiếc tàu khu trục lại lên đường vào ngày 15 tháng 4, 1956, băng qua kênh đào Suez vào ngày 9 tháng 5 để hoạt động tại Hồng Hải và vùng vịnh Péc-xích. Nó quay trở lại Địa Trung Hải, và là một trong số những con tàu cuốo cùng băng qua kênh đào Suez trước khi nó đóng lại, và về đến nhà vào ngày 14 tháng 8.
Sau một giai đoạn hoạt động tại chỗ, huấn luyện ôn tập và canh phòng máy bay, Lewis Hancock lại rời Newport hướng sang phía Đông vào ngày 6 tháng 5, 1957. Xen kẻ với những giai đoạn hoạt động cùng Đệ Lục hạm đội tại Địa Trung Hải, nó trải qua năm tháng hoạt động tại Hồng Hải, vịnh Aden và Ấn Độ Dương trước khi quay trở về Newport vào ngày 31 tháng 8. Chiếc tàu khu trục đi đến Xưởng hải quân Philadelphia vào ngày 24 tháng 9, nơi nó xuất biên chế vào ngày 18 tháng 12, 1957 và đưa về Hạm đội Dự bị Đại Tây Dương.

### CTPiaui(D-31)
Sau khi được hiện đại hóa, Lewis Hancock được chuyển cho Brazil vào ngày 1 tháng 8, 1967, và nhập biên chế cùng Hải quân Brazil như là chiếc CT Piaui (D 31). Nó ngừng hoạt động và bị tháo dỡ vào năm 1989.

## Phần thưởng
Lewis Hancock được tặng thưởng chín Ngôi sao Chiến trận do thành tích phục vụ trong Thế Chiến II, và thêm hai Ngôi sao Chiến trận trong Chiến tranh Triều Tiên.